# Стшепч
Стшепч (пол. Strzepcz) — село в Польщі, у гміні Ліня Вейгеровського повіту Поморського воєводства.
Населення — 910 осіб (2011).
У 1975-1998 роках село належало до Гданського воєводства.

## Демографія
Демографічна структура станом на 31 березня 2011 року:
|          | Загалом | Допрацездатний вік | Працездатний вік | Постпрацездатний вік |
| -------- | ------- | ------------------ | ---------------- | -------------------- |
| Чоловіки | 440     | 121                | 285              | 34                   |
| Жінки    | 470     | 139                | 275              | 56                   |
| Разом    | 910     | 260                | 560              | 90                   |